# Еллен Гледич
Еллен Гледич (англ. Ellen Gleditsch; 29 грудня 1879, Мандал — 5 червня 1968, Осло) — норвезька радіохімікиня. Почавши роботу в галузі радіохімії під керівництвом Марії Кюрі, стала першою в Норвегії викладачкою хімії та почесним доктором низки університетів.

## Життєпис
Еллен Гледич народилася в Мандалі (Норвегія) 1879 року. Вона — старша з десятьох дітей Карла Крістіана Гледича і Петри Бірґітти Гансен. Предки родини Гледич прибули в Норвегію з Югославії за 100 років до народження Еллен.
Закінчивши школу 1897 року, Еллен працювала помічницею фармацевта. 1902 року вона склала іспити з фармакології і переїхала в Християнію (нині Осло), щоб вчитися там в університеті. Рік потому вона стала асистенткою в хімічній лабораторії університету. Склавши 1905 року вступні іспити, 1906 року вона отримала місце секретаря.
Протягом 1906—1907 року вона також працювала асистенткою хіміка Ейвінна Бедткера і розповіла йому про свою мрію навчатися в Парижі у Марії Кюрі. Бедткеру вдалося переконати Кюрі взяти Еллен Гледич як асистентку, й у вересні 1907 року вона приєдналася до дослідницької групи Марії Кюрі в Сорбонні. Співпраця Кюрі й Гледич тривала 5 років, після чого вони на все життя залишилися близькими подругами. 1912 року Гледич здобула диплом ліценціата в Сорбонні. У 1913—1914 роках вона, завдяки отриманій стипендії, працювала в США з радіохіміком Бертрамом Болтвудом у Єльському університеті. 1914 року Коледж Сміт присвоїв Гледич звання почесного доктора.
1916 року Еллен Гледич отримала місце доцента в Університеті Християнії, ставши 1929 року другою в Норвегії жінкою — викладачем (після Кристін Бонневі) і першою жінкою — викладачем хімії. Очоливши кафедру неорганічної хімії, вона залишалася на цій посаді аж до виходу на пенсію 1946 року. 1920 року її досягнення відзначено премією Нансена. Протягом наступних років Гледич також викладала в університетах Страсбурга, Будапешта, Софії, Бухареста, Глазго і в ряді університетів США. 1946 року Еллен Гледич отримала норвезький орден Святого Олафа I ступеня. 1946 року вона стала почесним доктором Страсбурзького університету, 1962 року — Сорбонни. З її ініціативи відбулася перша закупівля радію Норвегією, що згодом привело до створення Інституту радію (Kristiania Radiumsinstitutt, нині Norske Radiumhospital).
Від 1926 до 1929 року Еллен Гледич була президентом Міжнародної федерації жінок з університетською освітою (International Federation of University Women). Під час Другої світової війни вона сприяла норвезькому руху Опору, а в повоєнний час була членом комітету ЮНЕСКО з міжнародного контролю нерозповсюдження ядерної зброї. Еллен Гледич — авторка близько 150 опублікованих робіт, зокрема книг з хімії, історії хімії та радіоактивності.
Померла в Осло 5 червня 1968 року у віці 88 років.